# Maria Porter i Moix
Maria Porter i Moix (Barcelona, 12 d'octubre de 1926) és una bibliògrafa i llibretera catalana, filla de Josep Porter i Rovira i germana de Miquel Porter i Moix.
Llicenciada en Filosofia i Lletres i diplomada en Arqueologia, des del 1946 va col·laborar estretament amb el seu pare en la gestió del complex format per la Llibreria Porter, la Llibreria dels Set Savis i l'editorial Porter Llibres. A partir de 1981 s'incorporà com a directora de l'aleshores recentment creat Servei del Patrimoni Bibliogràfic de la Generalitat de Catalunya, des d'on impulsà l'inici de la catalogació normalitzada de les col·leccions bibliogràfiques patrimonials (Reial Acadèmia de Medicina de Barcelona, col·lecció Lambert Mata de Ripoll).
Autora de diferents treballs sobre arqueologia i patrimoni bibliogràfic, ha col·laborat en diferents publicacions periòdiques (Serra d'Or, Avui) i obres col·lectives amb articles sobre diferents aspectes del món de la cultura (llibres, teatre, cinema, etc.). Instal·lada a Altafulla, ha realitzat diversos treballs sobre història local de la vila i la comarca. És membre fundadora d'Amics de l'Art Romànic, filial de l'IEC, i n'ha format part de diverses juntes directives, tal com també ho ha estat del Centre d'Estudis Colombins, des de la seva fundació, i de l'Associació de Bibliòfils de Barcelona. Des del 2011 es presenta a les eleccions municipals, en una posició honorífica.
El 8 de gener de 2011, l'Ajuntament d'Altafulla nomenà Maria Porter i Moix Filla Adoptiva de la vila d'Altafulla i el 23 d'abril de 2016 fou l'Ajuntament de Montblanc qui li atorgà el títol de Filla Adoptiva de la vila. El març de 2021, l'Ajuntament d'Altafulla li dedicà un passatge de la vila.

## Publicacions
Llibres i contribucions a llibres
- Arqueologia per a excursionistes, Barcelona: Publicacions de l'Abadia de Montserrat, 1978.
- Carles Riba Bracons. Papers de joventut, edició a cura de Maria Porter Moix, Barcelona: Servei de Biblioteques i del Patrimoni Bibliogràfic, 1987.
- Art romànic per a excursionistes. Barcelona: Publicacions de l'Abadia de Montserrat, 1988.
- Catàleg de la biblioteca "Lambert Mata" de Ripoll, pròleg de Maria Porter. Generalitat de Catalunya, 1989.
- Aureum opus: cinc segles de llibres il·lustrats, Catàleg de l'exposició celebrada al Museu Frederic Marès de Barcelona del 13 d'abril al 18 de juny del 2000, textos de Pilar Vélez i Maria Porter, Barcelona: Museu Frederic Marès, 2000.
- Amb F. Blanch Canyelles i J. Carnicer Torrent. Altafulla, Valls: Cossetània, 2001.
- Josep M. Boronat i Recasens. Esbós biogràfic i petita antologia, introducció de Maria Porter, Altafulla, Centre d'estudis d'Altafulla, 2005.
- Gaietà Magriñà Salvany. Obra inèdita: selecció d'escrits i música, edició a cura de Maria Porter, Altafulla, Centre d'estudis d'Altafulla, 2013.

Selecció d'articles
- “Bibliografia colombina de Luis Ulloa i Cisneros", Butlletí del Centre d'Estudis Colombins, núm. 7-8 (1993).
- "Comentaris al projecte de llei del sistema bibliotecari de Catalunya", Anuario de la Asociación de bibliófilos 1991-1992, Barcelona: Asociación de Bibliófilos, 1994.
- "Pere Martir d'Anghiera i el gentilici ligur”, Butlletí del centre d'Estudis Colombins, núm. 12-13 (1995).
- “Esbós humà del bibliòfil i del recercador Josep Porter”'Butlletí del centre d'Estudis Colombins, núm. 22 (1999).
- "Les nadales del fons Benavent de Barberà", Estudis altafullencs, núm.: 27 (2003).
- "L'Exposició commemorativa dels tres-cents anys de l'edifici de l'Església Parroquial de Sant Martí",Estudis altafullencs, núm. 30 (2006).
- "Josep Porter i Rovira: notas para un biografía", Hibris: revista de bibliofilia, nº 49 (2009), p. 5-14.
- '"Es Altafulla un topònim àrab?", Societat d'Onomàstica: butlletí interior, núm. 117-118 (2010), p. 375-382.
- "El nom d'Altafulla", Estudis altafullencs, núm. 34 (2010).
- "L'exposició d'homenatge a Antoni Gelabert i el Xilofòrum", Estudis altafullencs núm. 35 (2011).
- "Els goigs de Sant Antoni que es canten en la seva ermita del turó d'en Jaques d'Altafulla", Estudis altafullencs, núm. 38 (2014).
- Amb Narcís Carulla, "Les ocupacions antigues a l'entorn de Sant Antoni", Estudis altafullencs, núm. 38 (2014).